# Kerio Technologies
Kerio är en brandväggsprogramvara avsedd för PC-datorer.